# Nijolė Sabaitė
Nijolė Sabaitė, född den 12 augusti 1950 i Kaunas, Litauen, är en sovjetisk friidrottare inom medeldistanslöpning.
Hon tog OS-silver på 800 meter vid friidrottstävlingarna 1972 i München.